# Yzeures-sur-Creuse
Yzeures-sur-Creuse – miejscowość i gmina we Francji, w Regionie Centralnym, w departamencie Indre i Loara.
Według danych na rok 2006 gminę zamieszkiwało 1467 osób, a gęstość zaludnienia wynosiła 26 osoby/km² (wśród 1842 gmin Regionu Centralnego Yzeures-sur-Creuse plasuje się na 227. miejscu pod względem liczby ludności, natomiast pod względem powierzchni na miejscu 63.).